# Non ci facciamo compagnia
Non ci facciamo compagnia è un brano di Biagio Antonacci estratto come primo singolo discografico dall'album Convivendo - Parte I del 2004.

## Descrizione
Il brano, scritto da Antonacci e co-prodotto insieme a Steve De Maio, è stato reso disposizio per vendita e per l'airplay dal marzo 2004, in anticipo sull'uscita dell'album.  Il singolo è riuscito anche ad arrivare alla ottantottesima posizione della classifica dei singoli più venduti in Francia.
Il titolo del brano viene citato in Vorrei cantare come Biagio, singolo di Simone Cristicchi del 2005.

## Il video
Il video musicale prodotto per Non ci facciamo compagnia è stato diretto da Gaetano Morbioli, ed è stato girato il 17 marzo 2004.. La fotografia è stata affidata invece a Thierry Pouget. Il video è entrato a far parte della rotazione dei canali tematici a partire dall'aprile 2004.

## Tracce
CD Single
1. Non ci facciamo compagnia
2. Che differenza c'è